# Персидский, Алексей Иванович
Алексе́й Ива́нович Перси́дский (17 (28) марта 1770  — 13 (25) февраля 1842, Санкт-Петербург, Российская империя) — тайный советник, член Общего присутствия Департамента военных поселений.

## Биография
Происходил из дворян. Родился 17 (28) марта 1770 года.
Был определён 11 мая 1782 года на службу, канцеляристом в Киевское наместническое правление. Переведён 12 декабря 1787 года сержантом в Киевский гарнизонный батальон; 1 января 1788 года произведён в аудиторы.
15 марта 1792 года был произведён в подпоручики и назначен в Санкт-Петербургский карабинерный полк, с которым участвовал в военных действиях в Польше.
21 февраля 1797 года переведён на службу в комиссариатский штат; 7 июня 1809 года поступил в Военно-походную его императорского величества канцелярию; 31 декабря 1809 года произведён в коллежские асессоры; 19 марта 1811 года назначен помощником редактора в Комиссию составления военных уставов. С 1 марта 1812 года — секретарь Министерства военно-сухопутных сил.
Во время Отечественной войны 1812 года находился в командировке при действующей армии по комиссариатской части, состоял при военном министре и главнокомандующем 1-й западной армией, генерале от инфантерии Барклае де Толли. В этом качестве был в сражении при Бородине. За отличие по службе 17 октября 1812 года был награждён орденом Св. Анны 2-й степени.
С 10 декабря 1815 года состоял по особым поручениям при графе А. А. Аракчееве — с этого времени вся последующая служба А. И. Персидского была связана с военными поселениями; 31 декабря 1817 года был произведён в военные советники, с 1 февраля 1818 года — помощник статс-секретаря Государственного Совета по Департаменту военных дел; 11 июня 1821 года произведён в статские советники с назначением председателем Экономического комитета военных поселений и оставался в этой должности до 13 июля 1835 года, когда комитет был упразднён; 27 января 1823 года произведён в действительные статские советники. С 13 октября 1827 года одновременно являлся членом Комитета, учреждённого для начертания правил отчётности по Департаменту военного министерства; 13 апреля 1829 года получил чин тайного советника.
С 1 сентября 1835 года до конца жизни состоял членом Общего присутствия Департамента военных поселений; в 1836—37 годах временно исправлял должность директора Департамента военных поселений.
Умер 13 (25) февраля 1842 года. Похоронен на Тихвинском кладбище Александро-Невской лавры.
Его сын Николай Алексеевич Персидский (1819—1882) также был тайным советником.

## Награды
- Орден Святой Анны 2-й ст. (17 октября 1812)
- Орден Святого Владимира 3-й ст. (6 декабря 1826)
- Орден Святого Станислава 1-й ст. (6 декабря 1830)
- Орден Святой Анны 1-й ст. (10 апреля 1832; императорская корона к ордену — 17 апреля 1835)
- Орден Святого Владимира 2-й ст. (18 апреля 1837)